# بوستون هرالد
بوستون هرالد (انگلیسی: Boston Herald) روزنامه‌ای آمریکایی است که بازار اصلی آن، شهر بوستون در ایالت ماساچوست و نواحی اطراف است. این روزنامه در سال ۱۸۴۶ تأسیس شد و یکی از قدیمی‌ترین روزنامه‌های ایالات متحده است.
در دسامبر ۲۰۱۷، هرالد اعلام ورشکستگی کرد. در ۱۴ فوریه ۲۰۱۸، دیجیتال فرست مدیا موفق شد با پیشنهاد ۱۱٫۹ میلیون دلاری در مزایدهٔ خرید این شرکت برنده شود و مالکیت آن نیز در ۱۹ مارس ۲۰۱۸ تکمیل شد. تا اوت ۲۰۱۸، تقریباً ۱۱۰ کارمند در این روزنامه مشغول به کار بودند که این میزان قبل از فروش حدود ۲۲۵ کارمند بود.